# Illumina
Illumina, Inc. – amerykańskie przedsiębiorstwo z siedzibą w San Diego, zajmujące się produkcją urządzeń i rozwiązań analizy genetycznej i genomicznej. Produkty firmy są dystrybuowane w Ameryce Północnej, Ameryce Łacińskiej, Europie oraz w rejonie Azji i Pacyfiku.
Firma dostarcza swoje urządzenia analityczne do genomicznych centrów badawczych, instytucji naukowych, laboratoriów rządowych, szpitali i laboratoriów referencyjnych, a także do przedsiębiorstw farmaceutycznych, biotechnologicznych, agrogenomicznych oraz przedsiębiorstw analizy molekularnej i genomicznej. Maszyn i rozwiązań Illumina użyto do opracowania ponad 10 tys. prac naukowych.
Illumina produkuje także reagenty, kuwety przepływowe i mikromacierze, które w sumie w 2014 roku odpowiadały za 30% przychodów firmy.
Główne centrum badawczo-rozwojowe, a także dystrybucyjne, magazynowe i administracyjne firmy znajduje się w San Diego. Pozostałe centra znajdują się w Madison, San Francisco, Cambridge, Eindhoven oraz w Singapurze.
4 marca 2025 rząd chiński umieścił Illumina na liście podmiotów niepewnych.